# План одностороннего размежевания
План одностороннего размежевания (ивр. תוכנית ההתנתקות‎ «Тохнит ха-хитнаткут», известен также просто как «Размежевание», התנתקות‎, «Хитнаткут») — план отделения Израиля от Палестинской национальной администрации (ПНА), предложенный премьер-министром Израиля Ариэлем Шароном. Предусматривал вывод всех еврейских поселений и подразделений Армии обороны Израиля с территории сектора Газа, а также вывод ряда поселений из Самарии.
Одобрен кабинетом министров 6 июня 2004 года, утверждён решением Кнессета 26 октября 2004 года и осуществлён в период с 15 августа по 23 сентября 2005 года.
22 августа 2005 года все жители еврейских поселений покинули сектор Газа.
12 сентября 2005 года Газу покинул последний израильский солдат.
«Одностороннее размежевание» завершилось 23 сентября 2005 года ликвидацией военного лагеря Дотан близ Дженина.
В результате, из сектора Газа выведено 21 еврейское поселение, из Самарии — 4.

## Исторический фон
С началом интифады Аль-Аксы в сентябре 2000 года, количество терактов против израильских граждан резко увеличилось. Начав строительство разделительной стены и приложив серьёзные военные усилия, правительство смогло постепенно сократить активность террористов, чья деятельность к 2005 году привела к гибели около тысячи граждан Израиля. Граница между Израилем и сектором Газа охранялась тщательно, и террористы-смертники практически перестали проникать на территорию Израиля.
С другой стороны, террористические организации продолжили обстрел еврейских поселений и населённых пунктов западного Негева сотнями ракет «Касам» и тысячами миномётных снарядов. Обстрелы города Сдерот, находящегося в непосредственной близости от сектора, привели к многочисленным жертвам среди мирного населения. ЦАХАЛ провёл в секторе Газа ряд крупных военных операций, которые обусловили временное затишье, но подверглись резкой критике международной общественности из-за тяжёлого урона, нанесённого местному населению.
В 2003 году прошли выборы в Кнессет на которых «Ликуд», под руководством Ариэля Шарона, получил 38 мандатов и сформировал достаточно устойчивое правое правительство, составив коалицию с партиями Шинуй, МАФДАЛ и Ихуд Леуми. Шарон стал главой правительства и отверг какие-либо односторонние уступки палестинцам, заявив:
- «Тель-Авиву и Нецарим — одинаковое отношение!»[5].

Ближайший соперник Шарона Амрам Мицна из партии «Авода» гарантировал, в случае победы на выборах, в одностороннем порядке эвакуировать ряд поселений в Самарии и секторе Газа.
С другой стороны, против Ариэля Шарона и двух его сыновей О́мри и Гильа́да было открыто уголовное расследование в отношении незаконно собранных взносов для одной из избирательных кампаний А. Шарона и так называемого дела о «греческом острове». Государственный прокурор Менахем Мазуз разбирал материалы дела и должен был решить, преследовать ли семью Шарон в судебном порядке.

## Инициатива Шарона
18 декабря 2003 года, выступая на конференции по вопросам безопасности в Герцлии, А. Шарон впервые заявил, что если разработанный план мирного урегулирования палестино-израильского конфликта (План «Дорожная карта») провалится, то Израиль будет готов пойти на односторонние меры для обеспечения безопасности своих граждан. Он сказал, что если через пару месяцев палестинцы не начнут выполнять своих обязательств, тогда Израиль инициирует одностороннее размежевание, при котором «часть поселений будет перемещена». Шарон не назвал те поселения, которые будут «перемещены», ограничившись фразой, что речь идёт о тех населённых пунктах, «которые при любом возможном раскладе будущего окончательного соглашения не будут включены в территорию Израиля». Он также заявил, что «процесс размежевания приведёт к улучшению уровня жизни и поможет усилить экономику Израиля», и что «односторонние шаги, которые Израиль предпримет в рамках программы размежевания, усилят безопасность жителей Израиля и помогут ЦАХАЛу и силам безопасности в исполнении труднейших задач, стоящих перед ними».
По мнению Шарона, размежевание — единственная продиктованная необходимостью возможность выхода из тупика в политическом процессе в условиях отсутствия «партнёра» по переговорам с палестинской стороны.

## Первичная реакция на инициативу
Инициатива стала полной неожиданностью: Ариэль Шарон, по решению и с согласия которого были построены десятки поселений, вдруг заявил о необходимости их эвакуации.

### Реакция израильского общества
- Израильские «правые» назвали инициативу уступкой по отношению к палестинцам, поощрением интифады и деятельности террористических группировок.
- Израильские «левые» — попыткой закрыть глаза на все палестинские проблемы и повредить нормализации отношений с Палестинской автономией.
- Поселенцы же вообще посчитали Шарона предателем[11].

### Реакция Палестинской автономии
Официальные представители ПНА указали, что бдительность мирового сообщества не усыпить мелкой территориальной уступкой, что Шарон пытается, заморозив мирный процесс, закрепить за Израилем большую часть «оккупированных территорий», а официальные представители палестинских террористических организаций заявили, что их победа неотвратима и они продолжат свою борьбу с «сионистскими оккупантами» до тех пор, пока не возникнет государство Палестина со столицей в Иерусалиме.

### Партийный референдум «Ликуда»
Шарону не удалось убедить в необходимости проведения плана в жизнь даже членов своей партии. Инициированный им самим референдум дал неутешительные результаты: из 99652 членов Ликуда, пришедших 2 мая 2004 года к урнам для голосования, «за» его план проголосовали 39,7 %, «против» — 59,5 %. Шарон проигнорировал результаты объявленного им же референдума.

## Суть плана
План предусматривал поэтапную эвакуацию всех израильских поселений из сектора Газа и четырёх поселений на севере Западного берега реки Иордан, а также полный вывод израильских войск из этих районов до конца 2005 года.
Ликвидации подлежало 21 еврейское поселение в секторе Газа, а также 4 изолированных поселения в Самарии.
Поселения были разделены на четыре группы. К первой относились изолированные поселения сектора Газа:
- Нецарим,
- Кфар-Даром
- Мораг

Ко второй — блок Гуш-Катиф:
- Ацмона
- Бдолах
- Гадид
- Ган-Ор
- Ганей-Таль
- Кфар-Ям
- Неве-Дкалим
- Нецер Хазани
- Пеат-Саде
- Катиф
- Рафиах-Ям
- Шират-Ям
- Слав
- Тель-Катифа

Третью группу составляли поселения на севере сектора Газа:
- Нисанит
- Элей Синай
- Дугит

В четвёртую входили четыре поселения Северной Самарии:
- Ганим
- Кадим
- Са-Нур
- Хомеш

В соответствии с планом поселенцы должны получить компенсации, которые будут начисляться в зависимости от «поселенческого стажа», степени материального ущерба, причинённого при вынужденной смене места жительства, от численности семьи и стоимости оставленной недвижимости. Около 50 000$ на семью обещано было тем, кто согласится досрочно добровольно покинуть свой дом.

## Текст плана
План отделения Израиля от ПНА. 
  
Предложен 30 мая 2005 года для обсуждения кабинетом министров премьер-министром Израиля Ариэлем Шароном
 
(последние правки в текст внесены вечером 26 мая) 

I. Дипломатический фон и значение безопасности
Государство Израиль посвящает себя мирному процессу и пытается достичь согласованной договорённости, основанной на предложениях президента США Джорджа Буша.
Государство Израиль полагает, что необходимо принять меры для улучшения нынешней ситуации. Государство Израиль пришло к выводу, что в настоящее время не существует никакого партнёра с палестинской стороны, с которым можно достичь договорённости в ходе двустороннего процесса. Учитывая это, был разработан четырёхэтапный план разъединения, основанных на следующих соображениях:
A. Безвыходное положение, воплощённое в текущей ситуации разрушительно; чтобы изменить безвыходное положение, государство Израиль должно начать процесс, который не зависит от сотрудничества с палестинцами.
B. Цель плана состоит в том, чтобы лучше обеспечить безопасность, дипломатические, экономические и демографические условия.
C. Согласно любой будущей постоянной договорённости, не предполагается никакого израильского присутствия в секторе Газа. С другой стороны, ясно, что некоторые части Иудеи и Самарии (включая ключевые районы еврейских поселений, гражданских сообществ, зон безопасности и областей, в которых Израиль имеет определённый интерес) останутся частью государства Израиля.
D. Государство Израиль поддерживает усилия США и международного сообщества, направленные на продвижение процесса реформ, создание учреждений и улучшение экономических условий для палестинцев, таким образом, чтобы создать условия для появления нового палестинского лидера, способного доказать, что он в силах обеспечить исполнение плана "Дорожная карта".
E. Уход из сектора Газа и из северной части Самарии снизит трение с палестинским населением.
F. Завершение четырёхэтапного плана разъединения позволит отвергать любые обвинения в адрес Израиля по поводу ответственности за палестинское население сектора Газа.
G. Процесс окончательного разъединения не снижает значения существующих между израильтянами и палестинцами соглашений. Необходимые меры безопасности останутся в силе.
H. Международная поддержка четырёхэтапному плану разъединения широко распространена и важна. Эта поддержка жизненно важна для того, чтобы обеспечить исполнение палестинцами их обязательства по борьбе с террором и осуществлением реформ, в соответствии с "Дорожной картой". Только тогда стороны будут в состоянии возобновить переговоры.
II. Ключевые пункты плана
A. Сектор Газа
1. Государство Израиль уйдёт из сектора Газа, в том числе, из всех израильских поселений, и установит посты за пределами сектора. Метод эвакуации, за исключением военного присутствия в районах, смежных с границей между сектором Газа и Египтом (Филадельфийский коридор), будет детализирован ниже.
2. По окончании эвакуации никакого постоянного присутствия израильской армии в секторе Газа не будет.
3. В результате этого не будет никаких оснований для заявлений, что сектор является оккупированной территорией.
B. Иудея и Самария
1. Государство Израиль уйдёт из северной Самарии (четыре поселения: Ганим, Кадим, Санур и Хомеш), будут эвакуированы также все постоянные армейские посты, и установит посты за пределами этого района.
2. По окончании эвакуации никакого постоянного присутствия израильской армии в этом районе не будет.
3. Эвакуация обеспечит соединение палестинских территорий в северной Самарии.
4. Государство Израиль, совместно с международным сообществом, поможет улучшить транспортную инфраструктуру в Иудее и Самарии.
5. Эвакуация улучшит жизнь палестинцев в Иудее и Самарии, облегчит экономическую и коммерческую деятельность.
C. Процесс
Процесс эвакуации планируется закончить к концу 2005 года.
Эвакуируемые поселения разбиты на следующие четыре группы:
1. Группа A: Мораг, Нецарим, Кфар Даром (сектор Газа)
2. Группа B: Ганим, Кадим, Санур и Хомеш (северная Самария)
3. Группа C: район Гуш Катиф (сектор Газа)
4. Группа D: Эли Синай, Дугит, Нисанит (север сектора Газа)
Необходимые приготовления будут сделаны, чтобы осуществить четырёхэтапный план разъединения (включая административную работу для разработки критериев и подготовки необходимой законодательной базы).
Правительство обсудит и примет отдельные решения об эвакуации каждой из вышеупомянутых групп.
D. Забор безопасности
Государство Израиль продолжит строить забор безопасности, в соответствии с решениями правительства. При выборе маршрута забора, будут приняты во внимание гуманитарные вопросы.
III. Ситуация в сфере безопасности после эвакуации
A. Сектор Газа
1. Государство Израиль будет контролировать пограничные районы, а также воздушное пространство и береговую линию сектора Газа.
2. Сектор Газа будет полностью демилитаризирован, в соответствии с действующими соглашениями между сторонами.
3. Государство Израиль оставляет за собой право на самооборону, которая включает профилактические меры и использование силы против инфраструктуры террора в секторе Газа.
B. Западный берег (Иудея и Самария)
1. После эвакуации поселений из северной Самарии, не будет никакого постоянного военного присутствия в этом районе.
2. Государство Израиль оставляет за собой право на самооборону, которая включает профилактические меры и использование силы против инфраструктуры террора в этом районе.
3. Военные действия будут продолжены в остальной части Западного берега. Государство Израиль, если позволят обстоятельства, рассмотрит возможность сокращения военных операций в палестинских городах.
4. Государство Израиль продолжит работу по уменьшению числа контрольно-пропускных пунктов на Западному берегу.
IV. Военная инфраструктура и сооружения в секторе Газа и северной Самарии
Все объекты подлежат демонтажу и эвакуации, за исключением тех, которые государство Израиль решит передать местной администрации.
V. Помощь палестинцам по обеспечению безопасности
Государство Израиль готово к координации с палестинцами мер по консультациям, помощи и обучению палестинских сил безопасности для борьбы с террором и поддержания общественного порядка. Помощь будет обеспечиваться американскими, британскими, египетскими, иорданскими или другими экспертами, по согласованию с Израилем.
Государство Израиль подчёркивает, что не согласится на какое-либо присутствие иностранных сил безопасности в секторе Газа или на Западном берегу без предварительного согласования.
VI. Пограничная область между сектором Газа и Египтом (Филадельфийский коридор)
Государство Израиль сохранит военное присутствие вдоль границы между сектором Газа и Египтом (Филадельфийский коридор). Это необходимо для обеспечения безопасности. Возможно расширение коридора в некоторых областях, если это будет необходимо.
Возможность эвакуации из данного района будет рассмотрена позже. Эта эвакуация была бы обусловлена, помимо прочего, договорённостями о сотрудничестве с Египтом.
Если условия позволят осуществить эвакуацию из этого района, государство Израиль готово рассмотреть возможность строительства аэропорта и морского порта в секторе Газа, согласно плану, который будет согласован с государством Израиль.
VII. Недвижимое имущество
В основном, здания, принадлежащие поселенцам, и религиозные объекты (например, синагоги) не будут сохранены. Государство Израиль будет стремиться передать другие структуры, например, индустриальные и сельскохозяйственные объекты, третьему лицу (международной организации) для дальнейшей передачи палестинцам.
Индустриальная зона Эрез будет передана, по согласованию, палестинцам или международной организации.
Государство Израиль вместе с Египтом рассматривает возможность создания объединённой индустриальной зоны на границе между Израилем, Египтом и сектором Газа.
VIII. Инфраструктура и гражданские объекты
Системы водоснабжения, энергообеспечения, сточных воды и коммуникаций будут сохранены.
Как правило, Израиль будет обеспечивать поставку электричества, воды, газа и продовольствия палестинцам, при условии соблюдения договорённостей и оплаты.
Системы очистки воды будут также сохранены.
IX. Деятельность международных гражданских организаций
Государство Израиль благоприятно относится к продолжению деятельности международных гуманитарных организаций, помогающих палестинскому населению.
Государство Израиль будет координировать с международными организациями меры по облегчению этой деятельности.
Государство Израиль предлагает меры по согласованию с международными организациями деятельности для восстановления палестинской экономики.
X. Экономическое сотрудничество
В целом, экономическое сотрудничество между Израилем и палестинцами останется в силе. Оно предусматривает:
A. Движение товаров между сектором Газа, Иудеей и Самарией, Израилем и зарубежными странами.
B. Кредитно-денежный режим.
C. Налогообложение и таможня.
D. Почта и связь.
H. Пропуск (палестинских) рабочих в Израиль в соответствии с существующими критериями.
В конечном итоге, в соответствии с интересами Израиля и для поддержки палестинской экономической независимости, государство Израиль будет стремиться уменьшать число палестинских рабочих, получающих разрешение на работу в Израиле, вплоть до полного прекращения выдачи таких разрешений. Государство Израиль поддержит процесс создания новых рабочих мест международными организациями в секторе Газа и на палестинской территории Западного берега.
XI. Международные пограничные посты
A. Международные пограничные посты между сектором Газа и Египтом
1. Существующие меры останутся в силе.
2. Израиль заинтересован в передаче постов к югу от "треугольника границы" (Израиль, сектор Газа, Египет). Это будет согласовано с египетским правительством.
B. Международные пограничные посты между Иудеей и Самарией, и Иорданией.
Существующие меры останутся в силе.
XII. Контрольно-пропускной пункт "Эрез"
КПП "Эрез" будет перемещён на территорию государства Израиль согласно плану, который будет утверждён отдельно.
XIII. Резюме
Реализация четырёхэтапного плана разъединения приведёт к улучшению ситуации и выходу из тупика. Если палестинская сторона докажет готовность и способность к реальным действиям по борьбе с терроризмом, для полного прекращения террора и насилия, а также готовность к реформам, согласно плану "Дорожная карта", возникнет возможность для возобновления обсуждений и переговоров.

## Закон о размежевании
В июне 2004 года на рассмотрение правительства Израиля был предложен законопроект «О реализации плана размежевания», в котором определялся порядок проведения эвакуации поселений в секторе Газа и на севере Самарии, а также процедура выплаты компенсаций поселенцам.
В законопроекте предусматривались юридические санкции против лиц, препятствующих проведению эвакуации.
Так, за проникновение на территорию, объявленную ЦАХАЛ «закрытой военной зоной» предполагается наказание сроком до трёх лет тюремного заключения.
Аналогичному наказанию будут подвергнуты лица, «препятствующие представителям сил безопасности выполнению возложенных на них обязанностей».
За отказ, а также за «пассивное сопротивление» (сидячая либо лежачая забастовка) полагаются различные наказания и штрафы, вплоть до уголовного преследования.
Меры наказания предусматриваются также за «нарушение общественного порядка во время эвакуации» (за оскорбления в адрес военных, полицейских и сотрудников министерства юстиции).
Пять лет тюрьмы предполагается за противодействие эвакуации, совершённое с применением оружия — холодного или огнестрельного — и повлёкшего за собой угрозу жизни людей.
Согласно законопроекту, лицо, подлежащее выселению в рамках плана размежевания с ПА, имеет право на подачу заявления о выплате компенсаций в течение двух лет со дня эвакуации.
В законопроекте определяются также рамки компетенции Администрации по вопросам отделения и её структур.
Общий объём компенсационного фонда, приводимый в законопроекте — 2,5 — 3 млрд шекелей.

### Утверждение законопроекта в правительстве
6 июня 2004 года правительство Израиля одобрило законопроект «О реализации плана размежевания», о порядке проведения эвакуации поселений в секторе Газа и на севере Самарии, а также процедуре выплаты компенсаций поселенцам.
Кабинет министров большинством голосов (14 — «за», 7 — «против») утвердил план выхода из сектора Газа. Было оговорено, что вопрос о демонтаже поселений будет обсуждаться отдельно.
Чтобы иметь большинство в правительстве, лидеры правого блока «Национальное единство» Авигдор Либерман (министр транспорта) и Биньямин Элон (министр туризма) выступавшие против плана размежевания, 4 июня 2004 года (накануне голосования) были уволены премьер-министром.

### Утверждение закона в кнессете
26 октября 2004 года кнессете прошло голосование по вопросу о поддержке плана отделения от Палестинской автономии, предложенного премьер-министром Ариэлем Шароном.
План был принят большинством голосов депутатов. «За» проголосовали 67, «против» — 45. 7 депутатов от арабских партий воздержались.
По завершении голосования Ариэль Шарон вызвал Узи Ландау (министр без портфеля), представляющего лагерь противников эвакуации поселений сектора Газа, и вручил ему письмо об увольнении. Был уволен и заместитель министра Михаэль Рацон проголосовавший «против».
Биньямин Нетаньяху (министр финансов) также проголосовал «за», но в ультимативной форме потребовал проведения всенародного референдума по вопросу о поддержке плана одностороннего размежевания с палестинцами. В противном случае пригрозил уйти в отставку в течение 14 дней. Его поддержали министр просвещения Лимор Ливнат и министр здравоохранения Дани Наве.
Ранее, национально-религиозная партия МАФДАЛ выдвинула премьер-министру тот же ультиматум. Если Шарон не согласится, то через 14 дней партия МАФДАЛ покидает правительство. Если требование на проведение референдума будет принято, то МАФДАЛ обязуется остаться в правительстве до 2006 года.

### Окончательное утверждение закона о размежевании
20 февраля 2005 года правительство Израиля утвердило программу размежевания, предусматривающую вывод всех израильских структур из сектора Газа и 4 поселений из северной части Западного берега реки Иордан. За политическую программу премьер-министра Ариэля Шарона проголосовали 17 министров, 5 высказались против(в том числе Биньямин Нетаньяху) . Голосование в правительстве является окончательным утверждением программы и открывает дорогу для начала её реализации.

### Голосование по общенациональному референдуму
3 марта 2005 года партия Ликуд призвала к общенациональному референдуму по вопросу одностороннего размежевания. 28 марта 2005 года Кнессет рассмотрел законопроект о проведении референдума и отверг его. За референдум проголосовали 39 депутатов (среди них три министра от Ликуда: Биньямин Нетаньяху, Исраэль Кац и Дани Наве), против — 72, и среди них и сам Ариэль Шарон.

## Поддержка плана эвакуации поселений
Ведущие израильские СМИ в основном поддержали план размежевания. При этом, такие журналисты, как Амнон Абрамович, назвавший А. Шарона «неприкосновенным этрогом», поскольку из всех израильских политиков только Шарон способен реализовать программу размежевания, даже призывали своих коллег снизить уровень критики в адрес А. Шарона в связи с ведущимися расследованиями предположительно незаконной деятельности как его самого так и его сыновей, Гилада и Омри, а также других членов так называемого «Форума фермы Шарона».
16 декабря 2004 года в Герцлии, премьер-министр Ариэль Шарон заявил:

Эта инициатива («план размежевания») является основой и источником огромных возможностей, которые перед нами открываются, быть может, самых важных из тех, что выпали на нашу долю в последние годы.

В поддержку плана выступили Ави Дихтер (глава ШАБАК, февраль 2004 года), Давид Кон, ведущий актуальных программ телеканала «Израиль плюс», Ян Левинзон, телеведущий канала «Израиль плюс», художник Александр Окунь,
Томи Лапид, председатель партии Шинуй, доктор Марина Солодкина, замминистра абсорбции, Роман Бронфман, депутат кнессета, председатель партии «Демократический Выбор», Игаль Ясинов, депутат кнессета от партии «Шинуй»,
Профессор Виктор Браиловский, депутат кнессета от партии «Шинуй», Михаил Нудельман, депутат кнессета, председатель партии «Алия – с нами за обновлённый Израиль».
Король Иордании Абдалла II положительно отозвался о начале эвакуации еврейских поселений из сектора Газа и призвал палестинцев поддержать правительство, к которому перейдёт контроль над сектором Газа.
Глава террористической организации Хизбалла шейх Хасан Насралла в связи с эвакуацией еврейских поселений из сектора Газа и Самарии призвал палестинцев продолжать сопротивление «израильской оккупации». По словам Насраллы, это событие стало ещё одной победой над Израилем.

## Критика плана эвакуации поселений
C критикой инициативы выступили Авигдор Либерман, председатель партии Наш дом — Израиль, Юрий Штерн, депутат кнессета от партии Наш дом — Израиль, Йоси Бейлин, председатель партии Мерец-Яхад Шломо Бен-Ами, бывший министр иностранных дел, член партии Авода, Виктор Топаллер, телеведущий канала RTVi.
9 августа 2005 года, за неделю до выселения жителей Гуш Катифа, Беньямин Нетаниягу ушёл в отставку в знак протеста против вывода израильских поселений из сектора Газа).
17 августа 2005 года лидер партии ЛДПР Владимир Жириновский направил письмо послу Израиля в России. Он выразил чувство озабоченности и сожаления по поводу действий, которые предприняло руководство Израиля, переселяя израильтян из сектора Газа и Западного берега реки Иордан.
22 августа 2005 года возле посольства Израиля в Москве ЛДПР провела митинг против программы размежевания. На митинге присутствовала группа активистов партии ЛДПР во главе с Жириновским. Они держали плакаты с лозунгами «Руки прочь от еврейских поселений», «Шарон, уходи в отставку» и «Прекратите мучить еврейский народ». Жириновский выступил с речью, в ходе которой выкрикивал требования «вышвырнуть палестинцев в Сирию и Иорданию» и утверждал, что «Шарон продался западным империалистам».

## Сопротивление реализации плана размежевания
По мере того, как поселенцам становилось ясно, что это не простой манёвр, призванный ослабить давление на Израиль со стороны международного сообщества, а целенаправленное изменение политики, которое приведёт к полному уходу из сектора Газа и Северной Самарии, начало нарастать сопротивление плану.
Поселенцами создавались десятки общественных организаций. Кроме уже известных со времён соглашений Осло движений «Штабы поселений», «Женщины в зелёном», «Профессора за сильный Израиль», появились «Штабы городов», «Защитная стена», «Штаб за Израиль», «Еврейский национальный фронт» и другие. Деятельность этих организаций была направлена на предотвращение эвакуации. Для этого организовывались многочисленные демонстрации, выступления в СМИ. Они провели ряд митингов напротив здания Управления по размежеванию, долгосрочную сидячую забастовку активистов поселенческого движения перед зданием кнессета.
26 июля 2005 года была организована акция «Живая цепь» из тысяч демонстрантов от поселений Гуш Катифа в секторе Газа до Стены плача в Иерусалиме. По данным полиции, в этой демонстрации протеста участвовало более 130 тысяч противников размежевания, в том числе 30 депутатов кнессета включая председателя парламента Реувена Ривлина. Цепь растянулась на 90 километров.

### Террористические атаки со стороны противников размежевания
5 августа 2005 года Эден Натан-Зада, в знак протеста против плана одностороннего размежевания, совершил теракт в арабском израильском городе Шфарам, расстреляв 4-х гражданских лиц — израильских арабов. Уже после прибытия на место израильской полиции, был забит толпой до смерти.
18 августа 2005 года, Ашер Висган, водитель грузовика по развозке рабочих из поселения Швут Рахель, расстрелял палестинских рабочих в промышленной зоне поселения Шило. Им было убито четыре и ранен один палестинец. Висган был приговорён к пожизненному заключению и покончил с собой в тюрьме. Свои действия на суде террорист объяснял желанием сорвать план одностороннего размежевания.

## Реализация плана размежевания
После утверждения плана в правительстве и кнессете, принятия закона о компенсациях, оперативно-технической подготовки на местности, а также проработки юридических вопросов начало эвакуации поселений из сектора Газа и Северной Самарии было запланировано на 15 августа 2005 года.

### Подготовка к эвакуации поселенцев
В военных и политических кругах опасались, что в ходе реализации плана размежевания армия и полиция столкнутся с агрессивным сопротивлением поселенцев и ультраправых активистов. Не исключалась возможность применения физического насилия.
Дополнительной угрозой считалась возможность возобновления террористической активности палестинских группировок, которые могли воспользоваться массовым скоплением людей в местах эвакуации.
Такая ситуация осложняла военно-политическому руководству планирование операции.
Предполагалось, что эвакуация жителей из сектора Газа и Северной Самарии займёт от 4 до 6 недель.
В эвакуации было задействовано около 42 000 солдат и полицейских прошедших специальную психологическую подготовку.
Ещё 10 000 составляли резерв.
Согласно оперативному плану эти силы рассредотачивались по шести «поясам».
- Первый пояс: невооружённые солдаты и полицейские, которые занимались непосредственным выводом жителей из домов.
- Второй пояс: военные подразделения, изолировавшие поселения друг от друга.
- Третий и четвёртый пояса: армейские подразделения, выполнявшие оборонительные функции. Они предназначались для защиты от возможного огня палестинцев.
- Пятый пояс: солдаты и полицейские, дислоцировавшиеся вдоль внешней границы сектора Газа с Израилем и изолировавшие территорию от любых попыток проникновения извне.
- Шестой пояс: наряды полицейских, которые перекрыли дороги в сектор и пресекали провокации со стороны правых активистов.

Кроме того, специальные подразделения были выделены для борьбы с экстремистскими элементами из числа поселенцев и их сторонников.
Для наблюдения за ситуацией на местности в Израиль прибыли помощник государственного секретаря по ближневосточным делам Дэвид Уэлч и помощник президента США по национальной безопасности Элиотт Абрамс.
В течение нескольких суток, предшествовавших эвакуации, солдаты и полицейские из «первого пояса» раздавали поселенцам уведомления об эвакуации с предложением добровольно покинуть свои дома до 17 августа 2005 года. Согласившимся уехать предоставлялась необходимая помощь в транспорте, контейнерах для имущества, погрузке и пр. Разъяснялось, что с 17 августа начнётся этап принудительной эвакуации, и оставшиеся к этому моменту в поселениях потеряют до трети от суммы причитающихся им компенсаций.

### Практическое осуществление плана

#### 15 августа. Понедельник
Размежевание началось в ночь с 14 на 15 августа. Доступ в сектор для посторонних лиц был ограничен уже с начала июля.
Сектор Газа был объявлен военной зоной. КПП на шоссе Кисуфим закрыт, проход для гражданских лиц запрещён.
Ожидалось, что наиболее сильное сопротивление могло быть оказано при эвакуации населённых пунктов Кфар-Даром, Неве-Дкалим, Ацмона. В этих поселениях был низкий процент желающих уехать добровольно. Осложняли ситуацию сотни ультраправых активистов, незаконно проникших на территорию поселений. Они препятствовали вывозу имущества и эвакуации семей. За помощью в эвакуации к военным обратились около 200 семей поселенцев Гуш-Катифа.
До 17 августа большинство жителей покинули поселения на севере сектора Газа, а также Ганим и Кедим в Северной Самарии. Из остальных поселений добровольно выехали около половины жителей.

#### 16 августа. Вторник
16 августа в Неве-Дкалим произошли столкновения после того, как жители перекрыли въезд для трейлеров с контейнерами, предназначенных для транспортировки имущества семей, выразивших желание оставить поселение. Протестующие установили на дороге мусорные баки и подожгли их. Силам армии и полиции пришлось взломать центральные ворота поселения. Противники эвакуации бросали в военнослужащих и полицейских яйца. Около пятидесяти нарушителей порядка задержаны полицией. Известно о нескольких пострадавших, среди которых один полицейский.
Один из активистов сопротивления в поселении заявил:

Военнослужащие и полицейские морально не готовы выполнять приказ по выселению людей из их домов. Мы это чувствуем по их поведению, их действиям и их репликам. Создаётся впечатление, что полиция и армия ищет повод для того, чтобы каким-то образом объективно оправдать свою пассивность мощным сопротивлением поселенцев и прибывших для их поддержки антитрансферных сил.

#### 17 августа. Среда
17 августа началась принудительная эвакуация. Её было решено начать с крупных населённых пунктов — Неве-Дкалим, Ацмоны, Мораг, Шират-ям, предположительно наиболее сложных. Параллельно выводились жители более мелких поселений.
Одна из семей, проживающих в поселении Неве-Дкалим, начала демонстративно разрушать свой дом.
Полицейские и военные, прибывшие в Неве-Дкалим, ведут переговоры с местными жителями о возможности добровольной эвакуации.
Имеются несколько случаев драк между противниками эвакуации и полицейскими.
Солдаты и офицеры, находящиеся в Неве-Дкалим, выслушивают в свой адрес оскорбления.
Израильские военные начали выводить противников эвакуации из синагоги в поселении Мораг.
Поселенцы не оказывали серьёзного сопротивления, но отказывались передвигаться самостоятельно. Военные были вынуждены выносить их на руках.
Не подчинившихся приказу об эвакуации перенесли в автобус, который вывез их из сектора Газа.
Завершилось выселение жителей поселения Ганей-Таль в Гуш-Катиф.
Среди бывших жителей поселения — депутат кнессета Цви Гендель.
К 19:00 (время местное) стало известно, что 583 из 2.206 жилых и общественных зданий в районе Гуш-Катиф покинуты жителями.
В более чем 1.500 домах и синагогах по-прежнему находятся поселенцы и противники эвакуации, не являющиеся жителями сектора Газа.
Полностью оставлены жителями поселения Тель-Катифа, Ацмона и Мораг. Поселения Ганей Таль и Бдолах пусты.
По оценкам военного командования, армия и полиция успешно справились со своей задачей. Оправдала себя психологическая подготовка, которую они проходили несколько месяцев. В ходе эвакуации было дано указание как можно мягче обходиться с поселенцами и проявлять понимание. Благодаря этому, в частности, имели место лишь локальные столкновения с поселенцами.
В приёмные покои больницы «Сорока» (Беэр-Шева) были доставлены 20 человек, пострадавших в результате различных инцидентов. Среди пострадавших 9 военнослужащих, 4 полицейских, 6 граждан Израиля и 1 иностранный турист. Состояние двоих пострадавших тяжёлое, остальные ранены легко.
События первого дня принудительной эвакуации запечатлели фотожурналисты.

#### 18 августа. Четверг
18 августа армия и полиция завершили вывод жителей из Кфар-Даром и Неве-Декалим. В этих поселениях им было оказано наибольшее сопротивление. Радикально настроенные жители и приехавшие к ним на поддержку активисты забаррикадировались в общественных зданиях и синагогах.
В поселении Кфар-Даром они применили против солдат краску, растворы моющих средств и пр., в результате штурма ряд военнослужащих и полицейских получили ранения. Многие всё таки соглашались эвакуироваться в результате переговоров. Военно-политическое руководство выразило удовлетворение быстрым ходом операции и действиями сил армии и полиции.
События второго дня принудительной эвакуации запечатлели фотожурналисты.

#### 19 августа. Пятница
19 августа эвакуировали населённый пункт Гадид в Гуш-Катифе.
Противники выселения устроили баррикады и подожгли автопокрышки, чтобы помешать полицейским и военным проникнуть в населённый пункт. Бульдозер освободил дорогу, солдаты и полицейские приступили к принудительному выселению. Им пришлось применить силу, так как жители поселения и им сочувствующие забаррикадировались в здании синагоги, а также забрались на крыши домов.
Из поселения были вывезены 162 человека.
Пострадала одна девушка, сорвавшаяся с крыши синагоги. Она госпитализирована, врачи оценивают её состояние как среднее. Лёгкие ранения получила также одна полицейская.
События третьего дня принудительной эвакуации запечатлели фотожурналисты.

#### 20 августа. Суббота
20 августа эвакуация не проводилась — Шаббат.

#### 21 августа. Воскресенье
21 августа была произведена эвакуация на автобусах таких еврейских поселений в секторе Газа как Элей-Синай (15 человек), Ацмона и Нисанит. Военная техника приступила к сносу жилых домов. При поддержке фермеров из Гуш-Катифа вывозилась сельскохозяйственная техника и оборудование. Добровольцы оказывали помощь солдатам в перевозке оставленных поселенцами вещей и животных.

#### 22 августа. Понедельник
22 августа проведено выселение жителей из последнего еврейского поселения в секторе Газа — Нецарим (60 семей). Эвакуация жителей еврейских поселений сектора Газа завершилась.

#### 23 августа. Вторник
23 августа инженерные части ЦАХАЛ приступили к разрушению жилых домов и общественных зданий в поселении Ганим (северная Самария). Применялись тяжёлые армейские бульдозеры D-9. Солдаты начали снос домов, эвакуацию синагог и кладбищ и в других эвакуированных поселениях.
Планируется завершить работы по разрушению построек в 25 эвакуированных поселениях в течение 10 дней.
Поселения Хомеш и Са-Нур в Северной Самарии, планируемые к эвакуации на 23 августа, считались основным ядром сопротивления. Силовые ведомства сообщали, что правыми активистами в этом районе готовится вооружённое противостояние.
За сутки были арестованы в Самарии более 150 поселенцев и противников программы размежевания.
В промышленной зоне Кдумим во время подготовки шествия в Са-Нур и Хомеш арестованы 100 человек.
Ещё около ста человек были задержаны для допроса.
В числе арестованных одна из руководителей поселенческого движения глава местного совета поселения Кдумим Даниэла Вайс, известный израильский психиатр профессор Вадим Ротенберг и его жена, а также Игорь Печерский, программист Отдела молекулярной генетики Института имени Вейцмана.
Сотрудники полиции и военнослужащие ЦАХАЛ вынуждены были выносить на руках подростков из здания ешивы в Хомеше. Подростки сцепившись руками и ногами создали «живой ковёр» на полу ешивы.
Завершилась эвакуация религиозного колледжа в Са-Нур.
Протестующих против размежевания, находившихся на крыше здания, спустили вниз в специальном контейнере.
Среди них находились глава совета раввинов Иудеи и Самарии Дов Лиор, держащий Свиток Торы и депутат кнессета Арье Эльдад («Национальное единство»).(Для ведения переговоров в особо сложных случаях было принято решение допустить в закрытую зону религиозных авторитетов и руководство Совета поселений.)
Несколько девушек забаррикадировались в одном из зданий Хомеша и из окон поливали солдат и полицейских маслом.
Они были арестованы и препровождены в наручниках к автобусам вывозящим поселенцев.
Протестующие против программы размежевания поджигали автобусы, прокалывали колёса, разбивали стёкла и драли сиденья.
В 18:15 (время местное) на базе Шакед состоялась пресс-конференция, на которой командующий Центральным округом Армии обороны Израиля генерал-майор Яир Навэ официально объявил о завершении эвакуации четырёх поселений северной Самарии: Ганим, Кадим, Хомеш и Са-Нур. Армия и полиция (около 15 000 человек) в течение суток эвакуировали более 2000 поселенцев и их сторонников из этих поселений.
Представители полиции сообщили:

В ходе эвакуации получили ранения свыше 30 сотрудников полиции и военнослужащих ЦАХАЛа, а также 11 гражданских лиц.
Арестовано 17 человек.

События шестого дня принудительной эвакуации запечатлели фотожурналисты.

## Последствия размежевания

### В сфере безопасности
По мнению министра по стратегическим вопросам Моше Яалона, снос поселений в секторе Газа лишь укрепил ХАМАС.
Через 12 лет после ухода из Газы бывший командир центрального округа генерал-майор Яир Наве заявил, что эвакуация израильских поселений из Газы и северной Самарии в 2005 году была ошибкой, и что единственным «достижением» этого стало доказательство, что арабский терроризм не связан с поселениями.

### Экономические
Государственная комиссия, проверившая в июне 2010 года действия государства по отношению к эвакуированным в рамках программы размежевания жителям поселений, пришла к выводу, что государство «не смогло решить проблемы эвакуированных поселенцев».
Гуш-Катиф приносил ежегодный доход в 60 миллионов долларов. Некоторые из эвакуированных из сектора Газа (а точнее из блока поселений Гуш-Катифа) фермеров после размежевания стали рассматривать вариант переезда в другую страну для занятия сельским хозяйством (в качестве вариантов рассматривались Испания, Эфиопия, Марокко и Доминиканская Республика).
22 марта 2023 года израильский Кнессет выпустил законопроект, предполагающий отмену части пунктов плана размежевания.

## Память
В конце 2008 года в Иерусалиме был открыт Музей-мемориал Гуш-Катифа.
В феврале 2012 года в израильских школах был проведён «День Гуш-Катифа», посвящённый памяти поселений, разрушенных в 2005 году.
1 февраля 2016 года в Кнессете был открыт небольшой обелиск в память о еврейских поселениях в Гуш-Катифе.

## Официальные материалы
- Sharon Address to the Knesset on the Disengagement Plan (англ.) (25 октября 2004). — на сайте «Еврейской виртуальной библиотеки» (JVL). Дата обращения: 16 июля 2025. (англ.)
- The Cabinet Resolution Regarding the Disengagement Plan (англ.)
- Речь Главы правительства (Ариэля Шарона) на конференции в Герцлии 18.12.2003 (рус.)
- Речь главы правительства Ариэля Шарона в кнессете, приуроченная к голосованию по Программе размежевания 25 октября 2004 (рус.)
- Речь главы правительства Ариэля Шарона на Герцлийской конференции, 16.12.2004(рус.)